# Saint-Front-d’Alemps
Saint-Front-d’Alemps – miejscowość i gmina we Francji, w regionie Nowa Akwitania, w departamencie Dordogne.
Według danych na rok 1990 gminę zamieszkiwało 285 osób, a gęstość zaludnienia wynosiła 15 osób/km² (wśród 2290 gmin Akwitanii Saint-Front-d’Alemps plasuje się na 895. miejscu pod względem liczby ludności, natomiast pod względem powierzchni na miejscu 573.).